# Carl von Linné den yngre

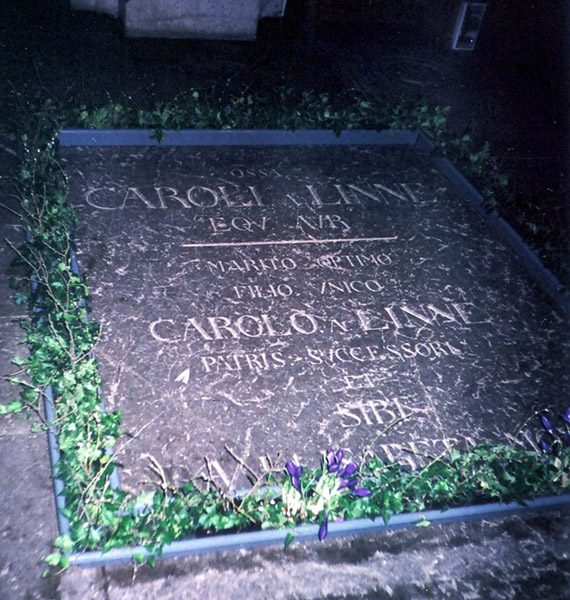
Gravsten i Uppsala domkyrka med både faderns och sonens namn.

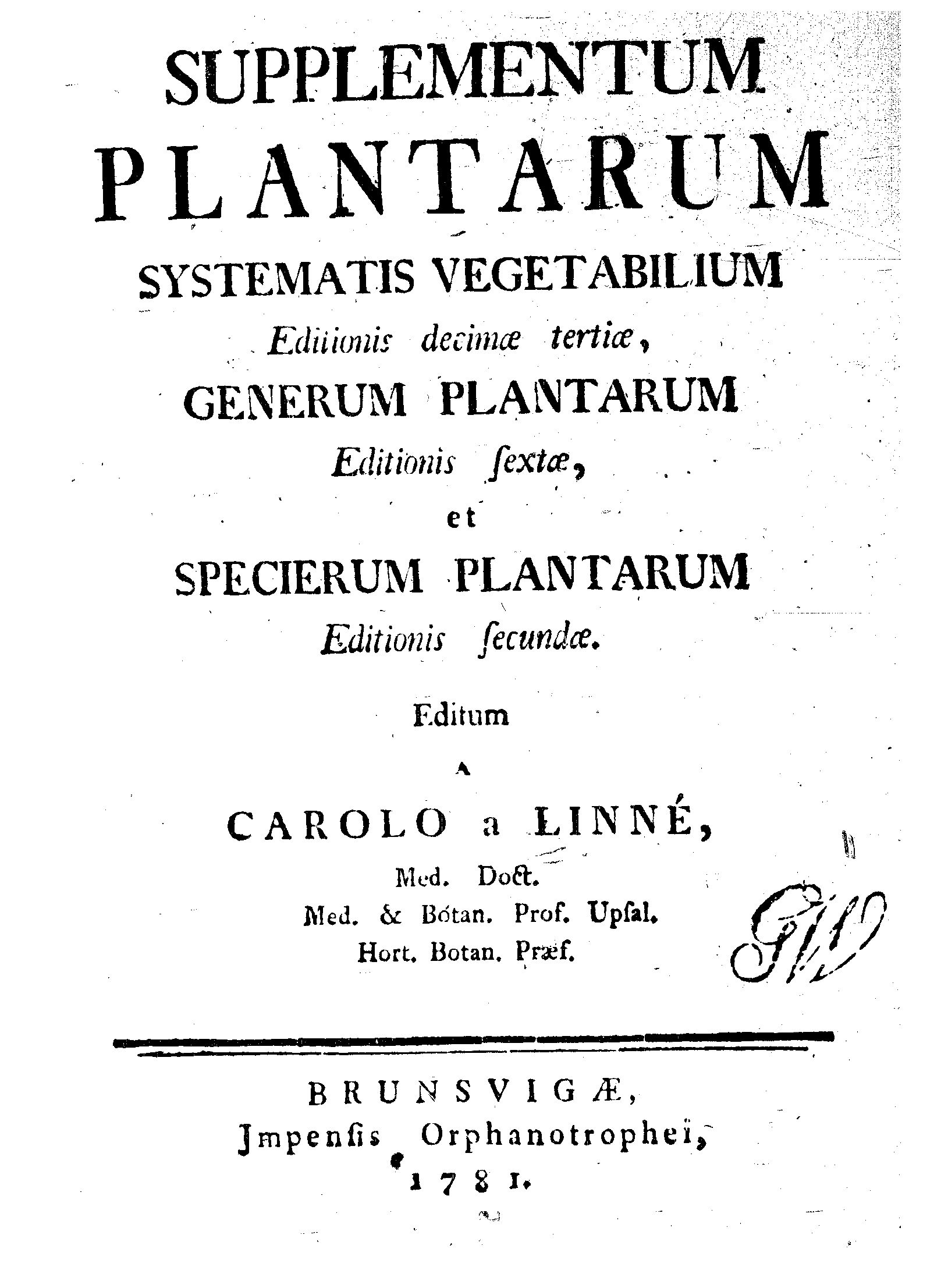
Försättsblad till Supplementum plantarum, utgiven 1781 av Carl von Linné den yngre.

Carl von Linné den yngre, född 20 januari 1741 i Falun, död 1 november 1783 i Uppsala, var en svensk naturforskare. Han var son till Carl von Linné och dennes hustru Sara Elisabeth Moraea och efterträdde fadern som professor i botanik och medicin; han utnämndes vid 22 års ålder i survivans, vilket vid denna tid var ett inte helt ovanligt förfaringssätt för söner till framstående fäder.

## Uppväxt
Carl von Linné den yngre var redan tidigt påtänkt av sin far som efterträdare på dennes professur vid Uppsala universitet, trots att han inte hade någon uppenbar fallenhet för naturvetenskap eller andra studier, och själv heller inte tycks ha strävat efter att gå i faderns fotspår. Hans far ombesörjde att han redan som barn, 9 år gammal, blev inskriven vid Smålands nation, i universitetets och i medicinska fakultetens matrikel. Som handledare vid hans undervisning i hemmet gav fadern honom sina mera framstående lärjungar, Pehr Löfling, Daniel Rolander och Johan Peter Falck. Linné den yngre avlade dock aldrig några akademiska prov, genomgick inga förhör och försvarade aldrig någon akademisk avhandling. Trots detta blev han vid nyss fyllda 18 år (1759) på sin fars förord utnämnd till "demonstrator vid örtegården". Som skäl för sitt förslag anförde Linné, att hans son från barndomen blivit bekant med trädgården och skulle få ärva de stora samlingarna, och att fadern nu ville göra "sin största flit att uppamma honom till botanicus".

## Akademisk karriär
Under de påföljande åren beskrev Linné den yngre ett antal sällsyntare växter ur akademiträdgården i Decas I et II plantarum rariorum Horti Upsaliensis (1762–1763) och Plantarum rariorum Horti Upsaliensis fasciculus primus (1767). Sedan Linné d.ä. 1762 på ståndsriksdagens förslag fått förmånen att själv få utse sin efterträdare och framhållit sonen som lämplig till platsen så blev Linné d.y. 1763 av Kunglig Majestät utnämnd till professor, men tills vidare utan lön, så länge Linné den äldre skötte tjänsten. Före rekommendationen hade Linné dock vänt sig med en förfrågan till sin förre lärjunge Daniel Solander, som emellertid var anställd vid British Museum i London och efter ett längre dröjsmål avböjde att bli Linnés efterträdare i Uppsala.
År 1765 promoverades Linné den yngre till medicine hedersdoktor sedan kronprins Gustaf i egenskap av universitetskansler hade uttalat önskan om detta till medicinska fakulteten. Linné den yngres oförtjänta befordran orsakade allmän motvilja mot honom och den icke självpåtagna rollen som Linnés efterträdare och vetenskaplige arvtagare orsakade depression och dåligt självförtroende hos sonen.
År 1777 installerades han i ämbetet som professor. Under sina sista levnadsår hade Linné den äldre förordnat, att hans stora herbarium inte skulle övergå till sonen, som inte visat nog intresse för vetenskapen, utan säljas för döttrarnas räkning. Detta var tvärt emot vad som tidigare förespeglats. Eftersom Linné den yngre emellertid behövde herbariet för att kunna sköta sin tjänst, men stod i ett mycket bittert förhållande till sin mor, måste han för att få ut herbariet lämna skuldsedlar på ansenliga belopp och avstå vissa andra fördelar. Det är således Linné d.y.s förtjänst, att de ovärderliga Linnéska samlingarna tills vidare förblev orubbade; han vårdade dem samvetsgrant och utökade dem, i synnerhet under sin tvååriga resa till England, Frankrike, Republiken Förenade Nederländerna och Danmark 1781–1783.
I London hade han lagt grunden till sjuklighet (gulsot), och kort efter hemkomsten tillstötte remittent feber och slag, som han avled av. Han dog ogift, och med honom utgick den adliga ätten von Linné på svärdssidan. Han ligger tillsammans med sina föräldrar begraven i familjegraven i Uppsala domkyrka.

## Publikationer
Förutom publikationerna under sin tid som demonstrator utgav han sin faders efterlämnade tillägg till Systema naturæ (den botaniska delen) tillsammans med sina egna bidrag till verket under titeln Supplementum plantarum (1781).
Auktorsnamnet L.f. kan användas för Carl von Linné den yngre i samband med ett vetenskapligt namn inom botaniken; se Wikipediaartiklar som länkar till auktorsnamnet.